# Катран північний
Катран північний (Squalus griffini) — акула з роду Катран родини Катранові. Інша назва «катран Гриффіна».

## Опис
Загальна довжина досягає 1,1 м. Голова середнього розміру. Морда параболічна, помірно довга, широка, округла. Відстань від кінчика морди до ніздрів більше, ніж від ніздрів до лінії рота. Очі великі, овальні, розташовані ближче до кінчика морди, ніж до першої зябрової щілини. На верхній губі присутні губні борозни. Відстань від кінчика носа до очей менше ніж у 2 рази перевищує довжину ока. У неї 5 пар зябрових щілин. Тулуб компактний, обтічний. Осьовий скелет налічує 113—121 хребців. Грудні плавці широкі, їх задній край дещо увігнутий. Має 2 спинних плавця з великими шипами. Передній спинний плавець низький, його висота на 1/3 перевищує довжину основи плавця. Шип переднього плавця значно менше за шип заднього. Шип заднього спинного плавця майже дорівнює довжині самого плавця й сягає 6 % довжини усього тіла. Хвостовий плавець вузький та довгий, веслоподібний, він із зубчастим заднім краєм. Анальний плавець відсутній.
Забарвлення спини та боків сіре або сіро-коричневе. Черево світліше. На плавцях присутня майже біла облямівка уздовж задньої крайки.

## Спосіб життя
Тримається в районі глибоководної частини шельфу, на глибинах від 50 до 700 м, найчастіше на 50-300 м. Полює переважно біля дна. Живиться дрібними костистими рибами, кальмарами, крабами, креветками, лангустами.
Статева зрілість у самців настає при розмірах 69-76 см, самиць — 87-90 см. Це яйцеживородна акула. Самиці народжують від 6 до 11, частіше 7-8, акуленят завдовжки 27 см.
Промисловий вилов майже зовсім не розвинений. У разі випадкового вилову цієї акули, використовується м'ясо, плавці та печінка багата на сквален.

## Розповсюдження
Мешкає в акваторії Нової Зеландії — в області підводного плато Четем Райс й Челенджер, також в Ванганелла-банці, підводних хребтів Норфолк, Кермадек, Луїсвіль.